# Æthelweard (historiador)
Æthelweard (También Ethelward; d.c. 998. ), descendiente del rey anglosajón Æthelred I de Wessex, hermano mayor  de Alfred the Great, fue un ealdorman y el autor de una versión latina de la Crónica Anglosajona conocida como el Chronicon Æthelweardi.

## Carrera
Æthelweard primero fue testigo de cartas como thegn después de la adhesión de Eadwig en 955, probablemente porque era el hermano de la esposa del rey, Ælfgifu, a pesar de que la relación no está probada. El matrimonio fue anulado por motivos de consanguinidad, y la posición de Æthelweard  se vio en peligro cuándo Eadwig murió en 959 y fue sucedido por su medio hermano Edgar, quién era hostil a la facción asociada con Eadwig. Æthelweard sobrevivió, a pesar de que no fue nombrado a la posición de ealdorman hasta después de que la muerte de Edgar. En la vista de Shashi Jayakumar, "Uno recibe la impresión que Æthelweard jugó bien sus cartas en el reinado de Edgar, quizás caminando con cautela y mostrando la misma discreción enloquecedora que uno encuentra en su Chronicon.
Æthelweard firmó como dux o ealdorman en 973, y se le otorgó la primacía entre los ealdormen después de 993. Él continuó testificando hasta 998, tiempo en el que su muerte puede haber tenido lugar. El ealdormanry de Æthelweard   eran las Provincias Occidentales, probablemente la península suroeste. Su hermano Ælfweard, un real discthegn, u oficial de casa, continuó para firmar como ministro hasta 986.
En 991 Æthelweard estuvo asociado con el arzobispo Sigerico en la conclusión de una paz con los daneses victoriosos de Maldon, [la cita necesitada] y en 994 él fue enviado con el obispo Ælfheah de Winchester para hacer paz con Olaf Tryggvason en Andover.
Æthelweard era el amigo y mecenas de Ælfric de Eynsham, quién en el prefacio de su Old English Lives of saints, se dirigió a Æthelweard y su hijo Æthelmær.

## Familia
En la introducción a su Crónica latina, Æthelweard afirma descender del rey Æthelred, mientras que en el Libro IV llama a Æthelred su atavus, luego usa el mismo término para describir la relación entre el destinatario de la crónica, Mathilde, abadesa de Essen, y su tatarabuelo, el rey Alfredo. Según Patrick Wormald, Æthelweard puede haber querido decir que Æthelred era su bisabuelo, tatarabuelo, tatara-tatarabuelo o meramente un antepasado, pero Sean Miller especifica tatarabuelo. En 957, el rey Eadwig, bisnieto del hermano del rey Æthelred I, Alfredo el Grande, fue obligado a divorciarse de su probablemente hermana de Æthelweard, Ælfgifu, por razones de consanguinidad.
Se ha postulado que Æthelweard y sus hermanos Ælfweard, Ælfgifu y Ælfwaru eran hijos de Eadric, ealdorman de Hampshire. Esta identificación se basa en la posesión de Ælfgifu de la propiedad de Risborough, la cual había pertenecido a la madre de Eadric, Æthelgyth, la esposa del ealdorman Æthelfrith de Mercia .
Una posible construcción es que su abuelo putativo Æthelfrith fuera nieto del rey Æthelred I a través de su hijo Æthelhelm. Esta conexión real explicaría de alguna manera a explicar el prestigio disfrutado por los hijos de Æthelfrith.
Suponiendo que la identificación de Æthelweard como el hermano de Ælfgifu  es correcta, su madre era Æthelgifu cuya compañía Eadwig disfrutó junto con su hija mientras escapaba de su coronación. Ælfgifu dejó un legado a Æthelflaed, que era la esposa de Æthelweard  o su cuñada.
Æthelweard fue padre de Æthelmær el Stout, que fue ealdorman de las provincias occidentales hacia el final del reinado de Æthelred II. Æthelmær fue el padre de Æthelnoth, quien se convirtió en arzobispo de Canterbury en 1020, y más tarde fue considerado un santo, y del Æthelweard ejecutado por el rey Cnut en 1017. Æthelmær ha sido especulativamente identificado con el Agelmær nombrado por John of Worcester como hermano de Eadric Streona y padre de Wulfnoth Cild, quien fue padre de Godwin, conde de Wessex y abuelo del rey Harold II, aunque el cronista de Worcester hace que este Agelmær sea hijo de Agelric en lugar de Æthelweard y el pedigrí en su conjunto tiene cronología problemática.

## Obras
Después de 975 y probablemente antes de que 983, Æthelweard escribió el Chronicon, una traducción latina de una versión perdida de la Crónica anglosajona, que incluye material que no se encontraba en versiones en inglés antiguo supervivientes. Æthelweard escribió su obra a petición de su pariente Mathilde, abadesa de la abadía de Essen y nieta de emperador Otto I y Eadgyth de Wessex. El texto solamente sobrevive en una sola copia ahora en la Biblioteca británica, la cual resultó gravemente dañada en el incendio de  Cotton Library  en 1731, pero ha sido impreso por Henry Savile en 1596. Mathilde probablemente le premió con una copia del trabajo de  Vegetius De Re Militari que se escribió en Essen y lleva mucho tiempo en Inglaterra.
El Chronicon fue compuesto en el  estilo hermenéutico adoptado casi universalmente por los eruditos ingleses que escribían en latín en el siglo X. Michael Lapidge lo define como "un estilo cuya característica más llamativa es el desfile ostentoso de un vocabulario inusual, a menudo muy arcano y aparentemente aprendido." El  historiador del siglo XII William de Malmesbury, escribiendo en un tiempo  cuándo el estilo había llegado a ser visto como bárbaro, lo describió como "... Un personaje noble y ilustre, que intentó para arreglar estas crónicas en latinos, y cuya intención podría aplaudir, si su lenguaje no me disgustase, sería mejor estar permanecer en silencio".